# Ambulyx pryeri
Ambulyx pryeri är en fjärilsart som beskrevs av William Lucas Distant 1887. Ambulyx pryeri ingår i släktet Ambulyx och familjen svärmare. Inga underarter finns listade i Catalogue of Life.

## Beskrivning

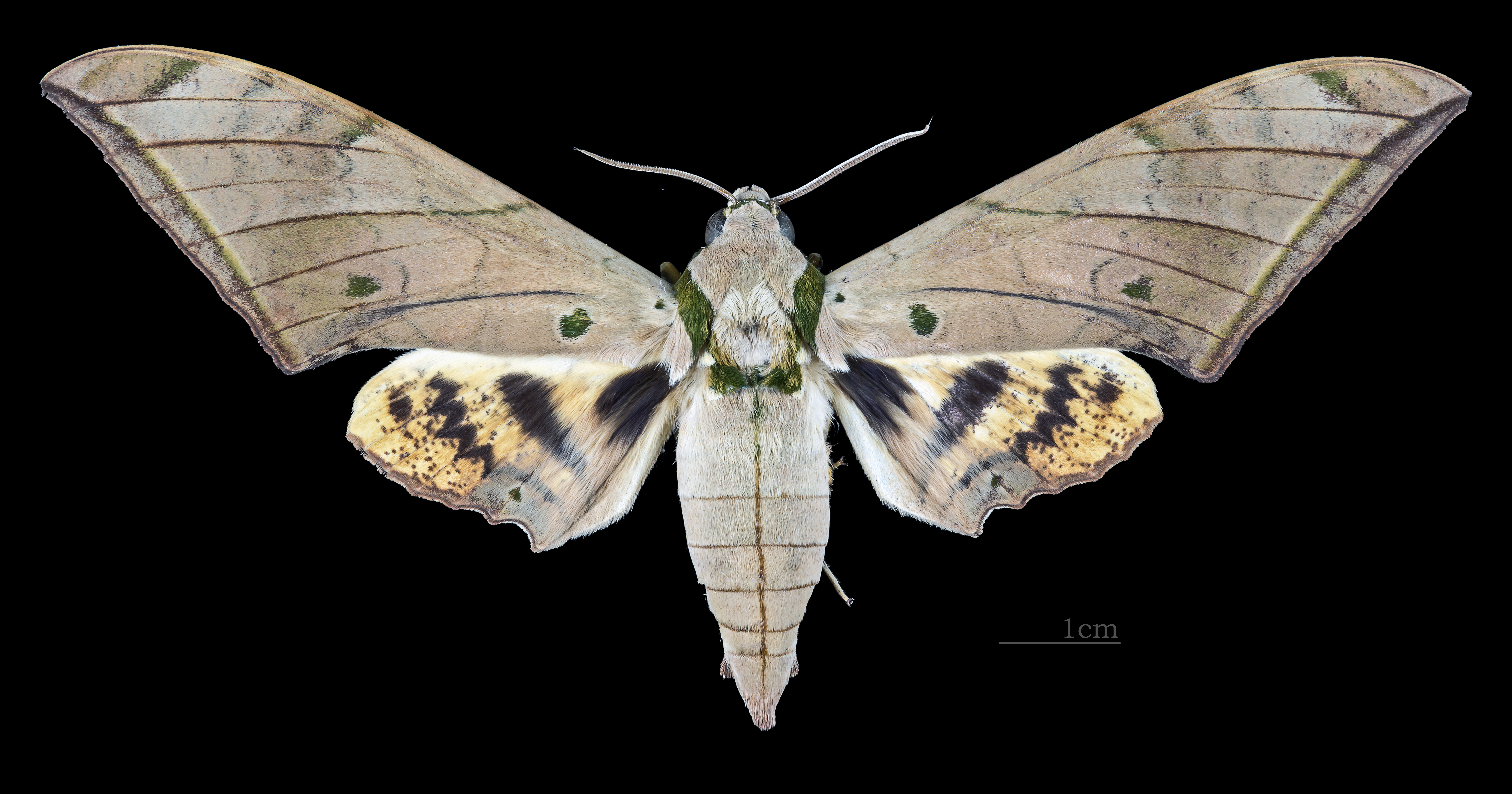
Ambulyx pryeri ♂
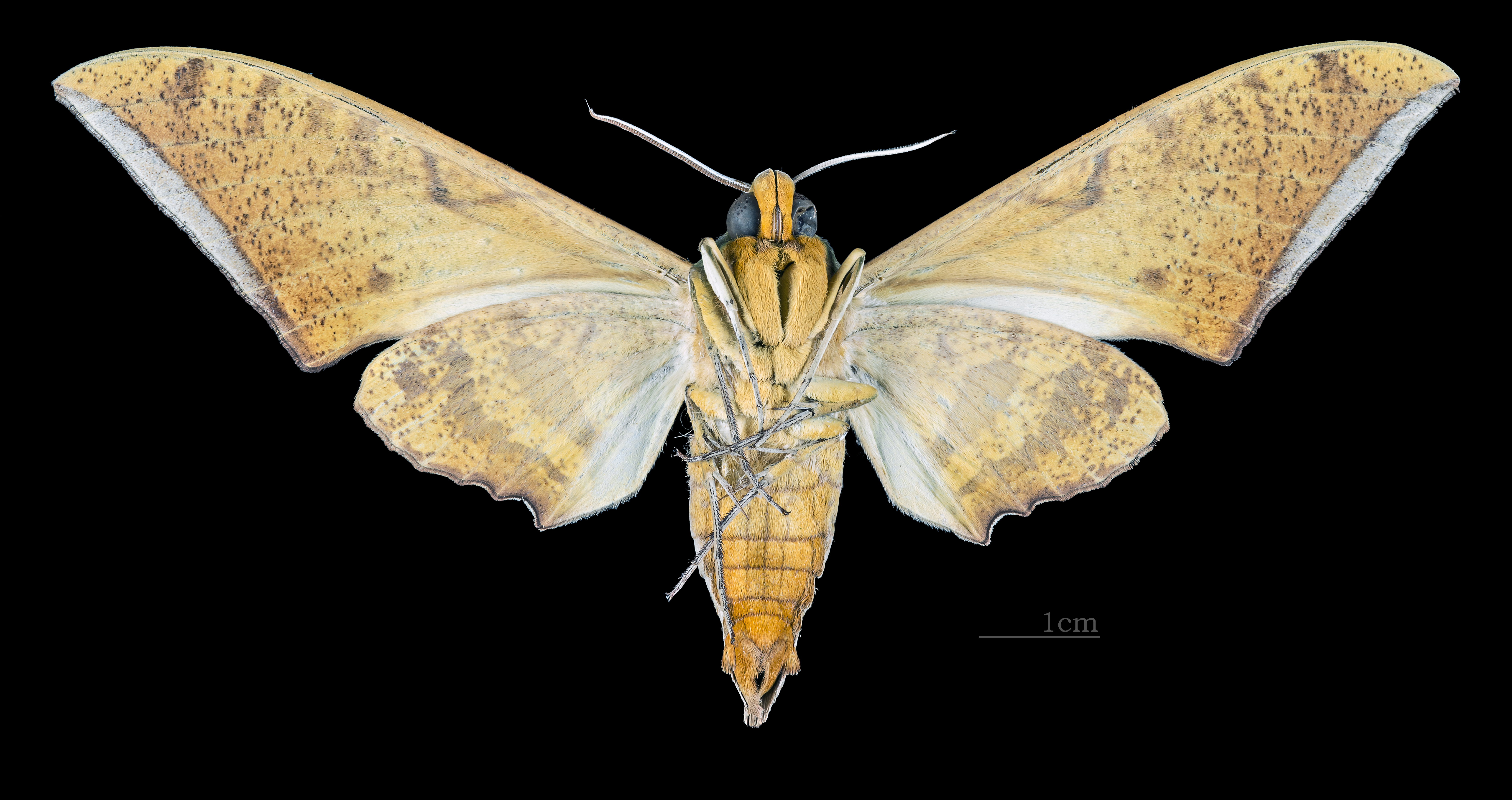
Ambulyx pryeri ♂  △